# Laver Cup 2018
La Laver Cup 2018 è la seconda edizione della Laver Cup, un torneo a squadre divise per rappresentative. Le due squadre, Europa e Resto del mondo, si sfidano sui campi in cemento indoor dello United Center di Chicago, negli Stati Uniti d'America, dal 21 al 23 settembre 2018.

## Partecipanti
| Europa                        | Europa |
| ----------------------------- | ------ |
| Capitano: Björn Borg          |        |
| Vice-capitano: Thomas Enqvist |        |
| Giocatore                     | Rank*  |
| Roger Federer                 | 2      |
| Novak Đoković                 | 3      |
| Alexander Zverev              | 5      |
| Grigor Dimitrov               | 7      |
| David Goffin                  | 11     |
| Kyle Edmund                   | 16     |
| Jérémy Chardy                 | 41     |

| Resto del mondo                | Resto del mondo |
| ------------------------------ | --------------- |
| Capitano: John McEnroe         |                 |
| Vice-capitano: Patrick McEnroe |                 |
| Giocatore                      | Rank*           |
| Juan Martín del Potro          | 4               |
| Kevin Anderson                 | 9               |
| John Isner                     | 10              |
| Diego Schwartzman              | 14              |
| Jack Sock                      | 17              |
| Nick Kyrgios                   | 27              |
| Frances Tiafoe                 | 40              |
| Nicolás Jarry                  | 46              |

|  | Ritiro    |
|  | Alternate |

* Ranking al 17 settembre 2018

## Incontri
Ogni incontro vinto nel giorno 1 ha assegnato un punto, nel giorno 2 due punti, nel giorno 3 tre punti. La prima squadra arrivata a 13 punti ha vinto la competizione.
| Giorno | Data   | Tipologia incontro | Europa                           | Punti | Resto del mondo            | Punteggio              | Punteggio squadra dopo incontro |
| ------ | ------ | ------------------ | -------------------------------- | ----- | -------------------------- | ---------------------- | ------------------------------- |
| 1      | 21 Set | Singolare          | Grigor Dimitrov                  | 1 – 0 | Frances Tiafoe             | 6–1, 6–4               | 1 – 0                           |
| 1      | 21 Set | Singolare          | Kyle Edmund                      | 1 – 0 | Jack Sock                  | 6–4, 5–7, [10–6]       | 2 – 0                           |
| 1      | 21 Set | Singolare          | David Goffin                     | 1 – 0 | Diego Schwartzman          | 6–4, 4–6, [11–9]       | 3 – 0                           |
| 1      | 21 Set | Doppio             | Novak Đoković / Roger Federer    | 0 – 1 | Kevin Anderson / Jack Sock | 7–6(5), 3–6, [6–10]    | 3 – 1                           |
| 2      | 22 Set | Singolare          | Alexander Zverev                 | 2 – 0 | John Isner                 | 3–6, 7–6(6), [10–7]    | 5 – 1                           |
| 2      | 22 Set | Singolare          | Roger Federer                    | 2 – 0 | Nick Kyrgios               | 6–3, 6–2               | 7 – 1                           |
| 2      | 22 Set | Singolare          | Novak Đoković                    | 0 – 2 | Kevin Anderson             | 6(5)–7, 7–5, [6–10]    | 7 – 3                           |
| 2      | 22 Set | Doppio             | David Goffin / Grigor Dimitrov   | 0 – 2 | Nick Kyrgios / Jack Sock   | 3–6 4–6                | 7 – 5                           |
| 3      | 23 Set | Doppio             | Roger Federer / Alexander Zverev | 0 – 3 | John Isner / Jack Sock     | 6–4, 6(2)–7, [9–11]    | 7 – 8                           |
| 3      | 23 Set | Singolare          | Roger Federer                    | 3 – 0 | John Isner                 | 6(5)–7, 7–6(6), [10–7] | 10 – 8                          |
| 3      | 23 Set | Singolare          | Alexander Zverev                 | 3 – 0 | Kevin Anderson             | 6(3)–7, 7–5, [10–7]    | 13 – 8                          |
| 3      | 23 Set | Singolare          | Novak Đokovič                    | –     | Nick Kyrgios               | non disputata          | –                               |

## Statistiche giocatori
| Naz                    | Giocatore         | Squadra         | Incontri | Vittorie–Sconfitte | Vittorie–Sconfitte | Vittorie–Sconfitte | Punti     | Punti  | Punti  |
| Naz                    | Giocatore         | Squadra         | Incontri | Singolare          | Doppio             | Totale             | Singolare | Doppio | Totale |
| ---------------------- | ----------------- | --------------- | -------- | ------------------ | ------------------ | ------------------ | --------- | ------ | ------ |
| Argentina (bandiera)   | Diego Schwartzman | Resto del mondo | 1        | 0–1                | 0–0                | 0–1                | 0–1       | 0–0    | 0–1    |
| Australia (bandiera)   | Nick Kyrgios      | Resto del mondo | 2        | 0–1                | 1–0                | 1–1                | 0–2       | 2–0    | 2–2    |
| Belgio (bandiera)      | David Goffin      | Europa          | 2        | 1–0                | 0–1                | 1–1                | 1–0       | 0–2    | 1–2    |
| Bulgaria (bandiera)    | Grigor Dimitrov   | Europa          | 2        | 1–0                | 0–1                | 1–1                | 1–0       | 0–2    | 1–2    |
| Germania (bandiera)    | Alexander Zverev  | Europa          | 3        | 2–0                | 0–1                | 2–1                | 5–0       | 0–3    | 5–3    |
| Serbia (bandiera)      | Novak Đoković     | Europa          | 2        | 0–1                | 0–1                | 0–2                | 0–2       | 0–1    | 0–3    |
| Sudafrica (bandiera)   | Kevin Anderson    | Resto del mondo | 3        | 1–1                | 1–0                | 2–1                | 2–3       | 1–0    | 3–3    |
| Svizzera (bandiera)    | Roger Federer     | Europa          | 4        | 2–0                | 0–2                | 2–2                | 5–0       | 0–4    | 5–4    |
| Regno Unito (bandiera) | Kyle Edmund       | Europa          | 1        | 1–0                | 0–0                | 1–0                | 1–0       | 0–0    | 1–0    |
| Stati Uniti (bandiera) | John Isner        | Resto del mondo | 3        | 0–2                | 1–0                | 1–2                | 0–5       | 3–0    | 3–5    |
| Stati Uniti (bandiera) | Jack Sock         | Resto del mondo | 4        | 0–1                | 3–0                | 3–1                | 0–1       | 6–0    | 6–1    |
| Stati Uniti (bandiera) | Frances Tiafoe    | Resto del mondo | 1        | 0–1                | 0–0                | 0–1                | 0–1       | 0–0    | 0–1    |